# Сластьонов Олексій Іванович
Олексій Іванович Сластьонов (1900—1967) — український астроном та радянський адміністратор, спеціаліст з розрахунку орбіт астероїдів, заступник директора Харківської обсерваторії (з 1934), декан фізико-математичного факультету Харківського університету (1951—1953). Також відомий своїм внеском в дослідження історії астрономії в Харкові, особливо книгою «Астрономія у Харківському університеті за 150 років. 1805—1955 рр.» (1955), яка спричинила міжнародний скандал через необґрунтовану критику Отто Струве, президента Міжнародного астрономічного союзу.

## Біографія
Олексій Сластьонов народився 22 серпня 1900 у слободі Борисовці в Курській губернії (нині Бєлгородська область Росії). За власними спогадами Сластьонова, його батько походив із селян і був службовцем. У 1901 році родина переїхала в Харківську губернію до Куп'янська, де в 1910-х роках Сластьонов закінчив початкову школу, вище початкове училище й педагогічні курси.
У 1917—1920 роках вчителював в сільських школах Харківщини. В 1920-ті роки обіймав різні керівні посади в радянських адміністративних установах: голова шкільної секції Куп'янської наросвіти (1920—1921), секретар Повітової артілі союзу «Робопрос» (1921—1924), завідувач сільгосппрофшколи (1924—1927), інспектор Профосвіти Куп'янської наросвіти (1927—1929). 1926 року вступив до Комуністичної партії (більшовиків) України. В 1929—1930 вчителював у Куп'янську.
1930 року вступив до математичного відділення фізико-математичного факультету Харківського інституту народної освіти, який пізніше увійшов до складу Харківського державного університету. 1934 року закінчив університет, захистивши дипломну роботу «Псевдоеліптичні інтеграли», й одразу був призначений заступником директора Харківської обсерваторії. На той час в обсерваторії не було жодного комуніста або комсомольця, і ректор вирішив «підсилити» керівництво обсерваторії комуністом Сластьоновим.

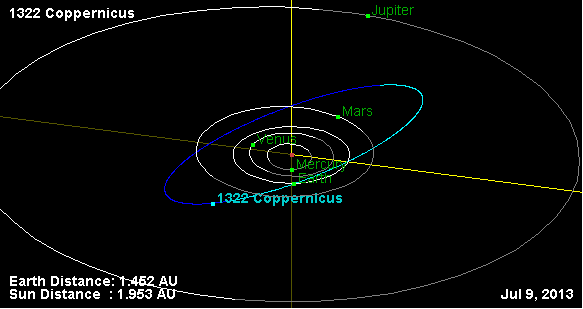
Орбіта астероїда 1322 Коперник

Того ж 1934 року Сластьонов вступив до аспірантури кафедри астрономії. За час навчання в аспірантурі публікацій не мав і наукових доповідей на засіданнях кафедри астрономії не робив. В 1935—1937 брав участь в організації винесення астрономічних інструментів за межі міста та створення в Харкові Центральної Української обсерваторії. В 1934—1936 викладав в університеті математику. 1937 закінчив аспірантуру. Працював над покращенням розрахунку орбіти астероїда 1322 Коперник, використовуючи методи Гаусса і Ганзена—Боліна. В 1939  році захистив кандидатську дисертацію «Обчислення та поліпшення елементів орбіти малої планети 1322». Того ж року Сластьонов здобув звання доцента й почав викладати на кафедрі астрономії. Вів загальну та теоретичну астрономію, спецкурс з історії астрономії. Провів підготовчу роботу з поліпшення орбіти астероїда 151 Абунданція та почав обчислення збурень від Юпітера. У грудні 1940 залишив роботу в обсерваторії, бо за сумісництвом виконував обов'язки помічника ректора з вечірнього та заочного факультетів.
З початком Німецько-радянської війни, восени 1941 року, Сластьонов вступив до Воєнно-педагогічного інституту в Ташкенті. Потім служив на курсах молодших лейтенантів 39-ї армії. Участі в бойових діях не брав, завідував клубом на курсах та виконував обов'язки парторга, але був нагороджений орденами «за старанну і сумлінну роботу із курсантами з політичної підготовки». У 1945 році разом з 39-ю армією побував у Пруссії, Монголії та Китаї.
У листопаді 1945 року Сластьонова почав працювати доцентом кафедри математики Інституту інженерів залізничного транспорту у Ташкенті, але в 1949 році за клопотанням Барабашова його перевели з Ташкента до Харкова. У ХДУ його як партійця одразу призначили заступником декана фізико-математичного факультету, а навесні 1951 року — деканом. За спогадами студентів, був «…похмурою, різкою, якщо не сказати грубою і образливою людиною». У нього швидко виник конфлікт зі студентським активом, який врешті-решт був вирішений на користь студентів після втручання заступника міністра вищої освіти, а Сластьонов у вересні 1953 року залишив посаду декана «за власним бажанням».
1955 року до ювілею Харківського університету Сластьонов видав книгу «Астрономія у Харківському університеті за 150 років. 1805—1955 рр.», яка, попри її ідеологічну спрямованість і упередженість, на пів сторіччя стала одним з основних літературних джерел про історію астрономії в Харкові. Ця книга призвела до міжнародного конфлікту, оскільки різко критикувала Отто Струве, колишнього харків'янина, емігранта, на той час всесвітньовідомого американського астрофізика та президента Міжнародного астрономічного союзу. Після втручання у ситуацію керівництва Астрономічної ради АН СРСР, в більшості екземплярів книги сторінки з критикою Струве були замінені, хоч невелика кількість оригінальних примірників також зберіглась.
В останні роки Сластьонов продовжував наукову роботу в обсерваторії, працював над поліпшенням орбіт та обчисленням збурень для астероїдів 284 Амалія, 126 Велледа, 30 Уранія, писав біографічні статті про харківських астрономів Барабашова і Михайлова, спільно з Барабашовим розробив методичні вказівки до вивчення астрономії в Харківському університеті. Помер 13 лютого 1967.

## Публікації
- Сластёнов А. И. Астрономия в Харьковском университете за 150 лет (1805-1955) : исторический очерк / отв. ред. К. П. Кузьменко. — Харьков : Издательство Харьковского университета, 1955. — 184 с.

## Відзнаки
- Орден Червоної Зірки (1944)[2]
- Орден Вітчизняної війни II ступеня (1945)[2]